# Национална агенция за океански и атмосферни изследвания
Националната агенция за океански и атмосферни изследвания (на английски: National Oceanic and Atmospheric Administration (NOAA)) е федерално ведомство в структурата на Министерството на търговията на САЩ (на английски: Department of Commerce).
Координира метеорологични и геодезични изследвания и прогнози в САЩ и техните владения, изучаване на атмосферата и Световния океан. Предупреждава населението за възможни природни бедствия и катастрофи. Създадена е през 1970 г. Нейни подведомствени организации са Националната служба за изследване на океаните (на английски: National Ocean Service) с нейните изследователски станции в град Норфолк (Вирджиния) и град Сиатъл в щата Вашингтон, Националната метеорологична служба (на английски: National Weather Service) и Националната служба за определяне на морските рибни ресурси (на английски: National Marine Fisheries Service). Щаб-квартирата на NOAA е в град Силвър Спринг, щата Мериленд.
През август 2011 г. научноизследователските плавателни съдове на NOAA са преместени от Сиатъл в Нюпорт (Орегон).